# F1 2015
F1 2015 (o anche Formula 1 2015) è un videogioco di guida basato sulla stagione 2014 e 2015 di Formula 1, sviluppato e pubblicato da Codemasters, distribuito in Italia il 9 luglio, in Europa il 10 luglio e in America il 21 e il 24 luglio 2015 per PlayStation 4, Xbox One e Microsoft Windows. Si tratta del primo gioco di Formula 1 ad essere pubblicato su console di ottava generazione.

## Nuove caratteristiche
A differenza dei capitoli precedenti non è presente né la Safety Car, né la modalità carriera. Il gioco è caratterizzato da un nuovo sistema di guida basato su una fisica semi-realistica. Il sistema di riconoscimento vocale per interagire con il proprio ingegnere tramite PlayCamera o Kinect. Nel gioco è stato inserito il nuovo circuito Hermanos Rodríguez. È presente interamente la stagione 2014 con i relativi circuiti.
Il sistema di guida è stato notevolmente migliorato rispetto ai titoli precedenti. È possibile provare l'influenza sull'aderenza dei vari fattori, come variazioni di temperatura, usura, assetto, detriti di gomma e condizioni meteorologiche. Il comportamento dinamico della vettura è stato migliorato per trasmettere in maniera più accurata la differenza di prestazioni e percepire meglio l'aderenza meccanica e aerodinamica. Il nuovo sistema di ritorno di forza va a incrementare la propria connessione con la vettura e la superficie dell'asfalto.

## Piloti e team
F1 2015 include tutti i 22 piloti e le 11 squadre che hanno iniziato la stagione 2014 di Formula 1, con 20 piloti e 10 squadre della stagione 2015. La scuderia Manor e i suoi rispettivi piloti sono stati aggiunti con un aggiornamento che ha portato le livree e i volanti delle vetture all'ultima versione.
Stagione 2015
| Squadra                          | Costruttore             | Gomme | No. | Pilota           |
| -------------------------------- | ----------------------- | ----- | --- | ---------------- |
| Mercedes-AMG Petronas F1 Team    | Mercedes                | P     | 44  | Lewis Hamilton   |
| Mercedes-AMG Petronas F1 Team    | Mercedes                | P     | 6   | Nico Rosberg     |
| Infiniti Red Bull Racing Renault | Red Bull Racing-Renault | P     | 3   | Daniel Ricciardo |
| Infiniti Red Bull Racing Renault | Red Bull Racing-Renault | P     | 26  | Daniil Kvjat     |
| Williams Racing                  | Williams-Mercedes       | P     | 19  | Felipe Massa     |
| Williams Racing                  | Williams-Mercedes       | P     | 77  | Valtteri Bottas  |
| Scuderia Ferrari                 | Ferrari                 | P     | 5   | Sebastian Vettel |
| Scuderia Ferrari                 | Ferrari                 | P     | 7   | Kimi Räikkönen   |
| McLaren Honda F1 Team            | McLaren-Honda           | P     | 14  | Fernando Alonso  |
| McLaren Honda F1 Team            | McLaren-Honda           | P     | 22  | Jenson Button    |
| Sahara Force India F1 Team       | Force India-Mercedes    | P     | 27  | Nico Hülkenberg  |
| Sahara Force India F1 Team       | Force India-Mercedes    | P     | 11  | Sergio Perez     |
| Scuderia Toro Rosso              | STR-Ferrari             | P     | 33  | Max Verstappen   |
| Scuderia Toro Rosso              | STR-Ferrari             | P     | 55  | Carlos Sainz Jr. |
| Lotus F1 Team                    | Lotus-Mercedes          | P     | 8   | Romain Grosjean  |
| Lotus F1 Team                    | Lotus-Mercedes          | P     | 13  | Pastor Maldonado |
| Manor Marussia F1 Team           | Manor Marussia-Ferrari  | P     | 28  | Will Stevens     |
| Manor Marussia F1 Team           | Manor Marussia-Ferrari  | P     | 98  | Roberto Merhi    |
| Sauber F1 Team                   | Sauber-Ferrari          | P     | 9   | Marcus Ericsson  |
| Sauber F1 Team                   | Sauber-Ferrari          | P     | 12  | Felipe Nasr      |

Stagione 2014
| Squadra                             | No. | Pilota            |
| ----------------------------------- | --- | ----------------- |
| Infiniti Red Bull Racing Renault    | 1   | Sebastian Vettel  |
| Infiniti Red Bull Racing Renault    | 3   | Daniel Ricciardo  |
| Mercedes AMG Petronas F1 Team       | 44  | Lewis Hamilton    |
| Mercedes AMG Petronas F1 Team       | 6   | Nico Rosberg      |
| Ferrari                             | 7   | Kimi Räikkönen    |
| Ferrari                             | 14  | Fernando Alonso   |
| Lotus Renault                       | 8   | Romain Grosjean   |
| Lotus Renault                       | 13  | Pastor Maldonado  |
| McLaren Mercedes                    | 22  | Jenson Button     |
| McLaren Mercedes                    | 20  | Kevin Magnussen   |
| Sahara Force India F1 Team Mercedes | 11  | Sergio Pérez      |
| Sahara Force India F1 Team Mercedes | 27  | Nico Hülkenberg   |
| Sauber Ferrari                      | 21  | Esteban Gutiérrez |
| Sauber Ferrari                      | 99  | Adrian Sutil      |
| Scuderia Toro Rosso Renault         | 25  | Jean-Éric Vergne  |
| Scuderia Toro Rosso Renault         | 26  | Daniil Kvyat      |
| Williams Racing Mercedes            | 19  | Felipe Massa      |
| Williams Racing Mercedes            | 77  | Valtteri Bottas   |
| Marussia Ferrari                    | 4   | Max Chilton       |
| Marussia Ferrari                    | 17  | Jules Bianchi     |
| Caterham Renault                    | 9   | Marcus Ericsson   |
| Caterham Renault                    | 10  | Kamui Kobayashi   |

### Lista dei circuiti
F1 2015 contiene 19 circuiti della stagione 2014 e 19 circuiti della stagione 2015 di Formula 1. Nella stagione 2015 sarà presente l'Autodromo Hermanos Rodríguez mentre sarà assente in calendario l'Hockenheimring.

## Circuiti
| No.   | Gran Premio                             | Circuito                           |
| ----- | --------------------------------------- | ---------------------------------- |
| 1     | Gran Premio d'Australia                 | Albert Park Circuit                |
| 2     | Gran Premio della Malesia               | Sepang International Circuit       |
| 3     | Gran Premio del Bahrain                 | Bahrain International Circuit      |
| 4     | Gran Premio di Cina                     | Shanghai International Circuit     |
| 5     | Gran Premio di Spagna                   | Circuit de Barcelona-Catalunya     |
| 6     | Gran Premio di Monaco                   | Circuito di Monte Carlo            |
| 7     | Gran Premio del Canada                  | Circuit Gilles-Villeneuve          |
| 8     | Gran Premio d'Austria                   | Red Bull Ring                      |
| 9     | Gran Premio di Gran Bretagna            | Silverstone Circuit                |
| 10    | Gran Premio di Germania                 | Hockenheimring                     |
| 11    | Gran Premio d'Ungheria                  | Hungaroring                        |
| 12    | Gran Premio del Belgio                  | Circuito di Spa-Francorchamps      |
| 13    | Gran Premio d'Italia                    | Autodromo nazionale di Monza       |
| 14    | Gran Premio di Singapore                | Marina Bay Street Circuit          |
| 15    | Gran Premio del Giappone                | Suzuka International Racing Course |
| 16    | Gran Premio di Russia                   | Autodrom Sochi                     |
| 17    | Gran Premio degli Stati Uniti d'America | Circuit of the Americas            |
| 18    | Gran Premio del Messico                 | Autodromo Hermanos Rodríguez       |
| 19    | Gran Premio del Brasile                 | Autódromo José Carlos Pace         |
| 20    | Gran Premio di Abu Dhabi                | Yas Marina Circuit                 |
| [ 1 ] | Gran Premio di Germania                 | Hockenheimring                     |